# Dianho
O dianho é um ser mítico do folclore português. Ele é um ser maléfico tido como um diabo ou um dos nomes do diabo. Uma outra hipótese é que seria uma reminiscência do culto do deus Jano. Nas Astúrias  ele surge como "diañu burlón".
"As Bruxas andam de noite e beijam o Dianho, que é o bezerro dos cornos pretos"